# Siemienowskoje (rejon ust-kubiński)
Siemienowskoje (ros. Семеновское) – wieś w Rosji, w rejonie ust-kubińskim obwodu wołogodzkiego. W 2010 r. liczyła 1 mieszkańca.